# 管理系統
管理系統（英語：Management system）是指組織制定的政策、過程或程序，組織應該要確保這些能幫助自己實現目標。管理系統的簡化模型主要包括計劃、執行、查核和行動4種要素。完整的管理系統涵蓋管理的各個方面，並側重於支持績效管理以實現目標。隨著組織的學習，管理系統應該不斷改進。